# Kupffer-Zelle
Die (Von-)Kupffer-Zellen, auch Browicz-Kupffer-Zellen oder auch oft als Kupffer-Sternzellen  bezeichnet, sind nach den Entdeckern Karl Wilhelm von Kupffer und Tadeusz Browicz benannte Makrophagen (Fresszellen) der Leber mit ovalem Zellkern. Erst mit Hilfe der Elektronenmikroskopie konnten diese Leberzellen in Makrophagen und fettspeichernde Ito-Zellen unterschieden werden.

Kupffer-Sternzellen in den Lebersinusoiden

Die Makrophagen befinden sich im Lebergewebe an der Innenwand der Lebersinusoide und gehören zu den Uferzellen. Während früher angenommen wurde, dass sie mehrheitlich differenzierten Monocyten aus dem Blut entstammen, zeichnen neuere Publikationen ein anderes Bild: Diese gewebsspezifischen Makrophagen (nicht nur die Kupffer-Zellen, sondern auch die alveolären Zellen in der Lunge oder jene in der Milz) entwickeln sich überwiegend während der Embryogenese aus Vorläufern aus dem Dottersack und fetalen Monocyten aus der Leber, die in das übrige Gewebe migrieren. Kupffer-Zellen entnehmen dem Pfortader-Blut körperfremde und körpereigene Substanzen (meist Schadstoffe, Bakterien und Stoffwechselprodukte, aber auch geschädigte und alte Erythrozyten) und bauen diese ab.